# 후쿠다 마사히로
후쿠다 마사히로(일본어: 福田 正博, 1966년 12월 27일 ~ )는 일본의 은퇴한 축구 선수이다.

## 구단 경력
1989년 일본 사커 리그의 미쓰비시 중공(우라와 레즈)에 입단했다. 1995시즌엔 리그 50경게 출전하여 32득점을 기록, 최다 득점자. 2002년까지 287경기에 출전하여, 143득점을 넣었다. 2002년후 현역 은퇴.

## 국가대표팀 경력
그는 1990년 다이너스티컵에 참가할 일본 국가대표팀에 발탁되었으며, 7월 27일 대한민국와의 경기에서 데뷔했다. 1990년 아시안 게임, 1992년 AFC 아시안컵, 1995년 킹 파흐드컵에도 출전했다. 1992년 아시안컵 우승에 기여했다. 그는 1995년까지 국제 A매치 통산 45경기에 출전, 9득점을 넣었다.

## 통계
| 일본 | 일본 | 일본 |
| 연도 | 출전 | 득점 |
| ---- | ---- | ---- |
| 1990 | 5    | 0    |
| 1991 | 2    | 0    |
| 1992 | 8    | 3    |
| 1993 | 15   | 3    |
| 1994 | 0    | 0    |
| 1995 | 15   | 3    |
| 통산 | 45   | 9    |